# Alvik (Leksand)
Alvik è un'area urbana della Svezia situata nel comune di Leksand, contea di Dalarna.
La popolazione rilevata nel censimento 2010 era di 227 abitanti .